# Rawstudio
Rawstudio — компьютерная программа для обработки и конвертирования файлов фотографий в формате RAW. Является свободным программным обеспечением (лицензия GNU GPL), работает в Linux и других UNIX-подобных операционных системах с использованием библиотеки Rawspeed. Поддерживает 16-битный цвет на канал. Rawstudio разработана для быстрой обработки большого количества фотографий.

## Возможности
- Создание трёх (A, B, C) профилей изменений для одного снимка.
- Встоенный файловый менеджер.
- Просмотр миниатюр изображений.
- Экспорт нескольких фотографий за один приём (пакетная обработка), в форматах: JPEG, TIFF, PNG.
- Загрузка файлов на сайты: Flickr, Picasa Web Albums, Facebook.
- Кроме raw-файлов, программа способна обрабатывать изображения в форматах JPEG, TIFF и PNG.
- Гистограмма.

Виды коррекций:
- Экспозиция.
- Баланс белого цвета (цветовая температура)
- Тон, насыщенность, контрастность, резкость.
- Поворот на 90°.
- Зеркальное отражение по горизонтали и вертикали.
- Микшер цветовых каналов.
- Кривая цветокоррекции.
- Подавление шума в яркостном канале и цветного шума.

Коррекция искажений объектива:
- Дисторсия.
- Хроматическая аберрация.
- Виньетирование.
- Дефекты цветопередачи — цветокоррекция.

## Основные зависимости
- LittleCMS — управление цветом.
- GTK+ — графический интерфейс в Linux.
- Lensfun — база данных параметров объективов.
- Flickcurl — загрузка фото на фотохостинг Flickr.

## Статьи
- Юрий Меркулов. Работа с цифровым фото в Linux. Часть 2. iXBT.com (10 декабря 2008). Дата обращения: 9 апреля 2013. Архивировано из оригинала 2 апреля 2013 года.